# ♪の国のアリス
「♪の国のアリス」（おんぷのくにのアリス）は、竹達彩奈の2枚目のシングル。2012年9月12日にポニーキャニオンから発売された。今作は「アリス」をテーマとしている。

## 収録曲
1. ♪の国のアリス [3:41]
作詞・作曲・編曲：末光篤
2. CANDY LOVE [4:25]
作詞：加藤哉子、作曲・編曲：小林俊太郎
3. ♪の国のアリス（Instrumental）
4. CANDY LOVE（Instrumental）

DVD（初回限定盤のみ）
1. ♪の国のアリス Music Clip

## エピソード
この楽曲でベースを担当してもらったことがミトとの初めての出会いになり、その縁で3rdアルバム『Lyrical Concerto』の楽曲を作詞してもらった。

## クレジット
- Vocal & Chorus：竹達彩奈
- Piano, Keyboards：末光篤
- Guitars & Programming：鈴木俊介
- Bass：ミト
- Drums：柏倉隆史